# To the Moon
(Eva Rosalene)
To the Moon è un videogioco d'avventura del 2011, sviluppato e pubblicato da Freebird Games per Microsoft Windows, macOS, Linux, Nintendo Switch, PlayStation 5 e dispositivi mobili iOS e Android.
Sviluppato utilizzando il motore RPG Maker, To the Moon si presenta come un gioco graficamente ispirato ai più celebri titoli del Super Nintendo Entertainment System (Final Fantasy VI, Chrono Trigger, The Legend of Zelda: A Link to the Past), sebbene le componenti di esplorazione e di avventura siano estremamente limitate. Il gioco è, nella realtà dei fatti, una sorta di visual novel che si concentra soprattutto sulla trama e la caratterizzazione dei personaggi.
To the Moon è stato ufficialmente tradotto in italiano, cinese, francese, russo, spagnolo, portoghese, turco, giapponese e tedesco.

## Trama
To the Moon si apre con l'arrivo della dottoressa Eva Rosalene e il dottor Neil Watts a una grande abitazione costruita su una scogliera, nei pressi di un faro. In questa casa vi abita l'anziano Johnny Wyles, ormai prossimo alla morte, insieme alla badante Lily e a Sarah e Tommy, i figli di lei. I due dottori appartengono alla Sigmund Agency of Life Generation, una azienda che è stata fondata per aiutare gli esseri umani a esaudire un desiderio, attraverso l'impianto di ricordi artificiali. Dato che queste memorie andrebbero in contrasto con le vere convinzioni del paziente, il procedimento viene effettuato soltanto su persone a cui resta poco tempo da vivere, in modo da garantire loro una morte serena e senza rimpianti.
Eva e Neil hanno il compito di esaudire la volontà di Johnny: "andare sulla Luna". Per poter svolgere il loro lavoro, i due dottori hanno bisogno di conoscere il motivo alla base di questo inusuale desiderio. Non riuscendo a reperire informazioni in merito, né da Lily né attraverso gli oggetti presenti in casa, i due entrano nella mente del paziente attraverso l'ultimo ricordo accessibile. Tuttavia, lo stesso Johnny non è in grado di spiegare loro l'origine della richiesta. Pertanto i due dottori sono costretti ad esplorare i suoi ricordi per trovare le informazioni necessarie. Ma poiché la tecnologia della compagnia permette solo dei piccoli balzi temporali, essi dovranno viaggiare a ritroso attraverso la memoria del paziente. Per poter compiere ogni salto, Eva e Neil devono recuperare cinque link mnemonici attraverso l'analisi accurata dell'ambiente circostante. Ognuno di questi servirà a ricostruire la vita di Johnny, passando attraverso l'età adulta, l'adolescenza e l'infanzia.
I due dottori scoprono ben presto che la vita di Johnny ruota attorno a quella della moglie River, deceduta prima degli eventi del gioco e sepolta accanto al faro. Attraverso i ricordi di Johnny, Eva e Neil notano che River ha sempre avuto dei comportamenti bizzarri e apparentemente inspiegabili. Tra questi, vi era la strana abitudine di realizzare continuamente numerosi origami a forma di coniglio, disseminati in ogni angolo della casa. Uno di questi, diversamente dagli altri, era composto dal corpo giallo e gli arti blu. Inoltre, la moglie non si separava mai dal suo pupazzo di ornitorinco, e si dimostrava particolarmente affezionata al faro, arrivando addirittura a chiamarlo "Anya", come se fosse una persona. Johnny non ha mai compreso i motivi di questi gesti, ma li ha sempre accettati, in quanto a River viene in seguito diagnosticata la sindrome di Asperger (un disturbo pervasivo dello sviluppo facente parte dello spettro autistico). Proprio per questo, Johnny ha sempre esaudito qualsiasi richiesta della moglie, tra cui quella di costruire la loro casa in cima a quella scogliera, in modo da garantirle la vicinanza con Anya (progetto per il quale la donna sarà disposta, in fase di malattia terminale, a sacrificarsi smettendo di pagare le cure).
Arrivando all'adolescenza del paziente, i due dottori scoprono che apparentemente lui e River cominciarono a frequentarsi durante gli anni del liceo. Johnny, confidandosi con l'amico Nicholas, afferma di essere attratto da lei proprio perché atipica. Ma nonostante queste informazioni, Eva e Neil non riescono ancora a capire da dove nasca il desiderio del viaggio sulla Luna.
Quando tentano di raggiungere gli anni dell'infanzia, il loro viaggio si interrompe improvvisamente, in quanto la memoria di Johnny appare instabile e poco chiara, come se fosse stata corrotta: si trovano in un ambiente visivamente indefinito, caratterizzato da un fortissimo odore. Neil si ricorda dove ha già sentito tale sgradevole fetore: è quello che ha percepito quando, durante il loro viaggio verso la scogliera all'inizio del gioco, ha involontariamente investito uno scoiattolo sull'asfalto rovente. Pertanto decide di recuperare il cadavere dell'animale e di utilizzarlo come stimolo olfattivo per tentare di risvegliare la memoria sopita del vecchio Johnny. L'idea funziona e i due riescono ad entrare nei ricordi d'infanzia dell'anziano.
Scoprono che Johnny aveva un fratello gemello di nome Joey, scomparso tragicamente quando era ancora un bambino: la madre, involontariamente, lo aveva investito una mattina con la propria automobile, e con l'intenzione di proteggere Johnny da quel trauma, inizia a somministrargli dei betabloccanti, i quali "addormentano" la memoria dei suoi primi anni di vita. Quindi non solo Johnny ha passato la vita dimenticando di aver avuto un fratello, ma ha anche rimosso l'evento alla base del suo desiderio.
Johnny e River, infatti, si erano già conosciuti molti anni prima del liceo. I due si erano casualmente incontrati da bambini, nel corso di una fiera che si svolgeva proprio dove nel presente sorge la loro casa. River aveva raccontato a Johnny di essere affascinata dalle stelle, che lei considerava come dei fari nel cielo. Ad un certo punto, osservando la Luna, River ci intravede la forma di un coniglio: il satellite ne rappresenta la pancia, mentre le stelle ne disegnano la testa e le zampe. Johnny, a quel punto, le dice che, se non si fossero più incontrati in futuro, si sarebbero ritrovati "nella pancia del coniglio", ovvero sulla Luna. Prima di andarsene, Johnny regala a River un pupazzo a forma di ornitorinco, vinto ad una giostra pochi minuti prima, dalla quale la bambina non si separerà mai per il resto della vita. Quando i due si incontrano nuovamente al liceo, Johnny ha completamente rimosso quell'incontro, mentre River ne ha piena memoria e non riesce a comprendere perché lui non se ne ricordi. Questa discrepanza porterà River ad avere una serie di strani comportamenti, con cui tenterà di far ricordare a Johnny, senza successo, il loro primo incontro.
A questo punto, Eva si rende conto che è proprio River la causa del problema: Johnny avrebbe avuto il desiderio di andare sulla Luna solo se non l'avesse mai più rivista dopo quell'incontro alla fiera. Pertanto la dottoressa prende una decisione molto dura: eliminare il ricordo di River dalla mente del paziente, in modo che passi il resto della sua vita a desiderare il viaggio sulla Luna. Neil si oppone inizialmente a questa decisione, in quanto comporterebbe l'eliminazione di tutti i ricordi felici di Johnny, pur di impiantargli un desiderio assurdo di cui lui stesso non ha memoria. Il dottore tenta quindi di fermare Eva, ma lei riesce a svolgere il suo compito e impianta nella memoria di Johnny una linea temporale in cui lui e River non hanno mai avuto l'incontro al liceo che li ha portati al matrimonio. In compenso, la dottoressa impianta al paziente il ricordo di una vita in cui il fratello Joey è ancora vivo; Eva giustifica la propria azione sostenendo che Johnny, nel corso di una vita alternativa, avrebbe potuto incontrare molte altre ragazze al posto di River, ma un solo fratello, che nessun altro avrebbe mai potuto sostituire. A questo punto Eva e Neil ripercorrono i nuovi ricordi di Johnny e si accorgono che effettivamente qualcosa è cambiato.

### Finale
Nella nuova vita costruita dai dottori, Johnny e Joey crescono come due fratelli inseparabili. Quando i due sono ancora bambini, Joey confessa di voler diventare uno scrittore famoso, mentre Johnny afferma in più occasioni di voler diventare un astronauta. Una volta diventati adulti, entrambi riescono a realizzare i loro sogni. In uno dei ricordi, i due dottori vedono il fratello Joey seduto ad un tavolo, intento a firmare le copie del suo libro To the Moon davanti ad una folla di lettori. Johnny, invece, riesce ad entrare nel programma spaziale della NASA, diventando così un astronauta destinato a viaggiare sulla Luna. A questo punto viene rivelata l'ultima parte del piano di Eva: durante l'addestramento, Johnny incontra River, anche lei desiderosa di salire sullo shuttle che li porterà sul satellite, per mantenere la promessa fatta anni prima con Johnny. All'inizio i due hanno un rapporto esclusivamente professionale, ma durante il viaggio, la ragazza tende la mano verso Johnny, che contraccambia il gesto e le sorride. Da una promessa fatta da bambini, nasce l'amore e si avvera il sogno di una vita. E proprio mentre dall'abitacolo della navicella si inizia ad intravedere la Luna, in sottofondo è udibile il suono dell'elettrocardiogramma di Johnny che ne annuncia l'inevitabile, ma a questo punto sereno, decesso.

## Modalità di gioco
To the Moon è stato sviluppato con il motore RPG Maker, che consente la programmazione di giochi di ruolo in due dimensioni. Tuttavia, a differenza dei classici giochi di ruolo, To the Moon non presenta né un sistema di combattimento né la gestione di un party, ma si focalizza principalmente sulla risoluzione di puzzle.
Il gameplay ruota attorno all'esplorazione dei ricordi di Johnny, con il giocatore impegnato nella ricerca di cinque oggetti che permettano il passaggio al ricordo successivo. Una volta raccolti tutti gli oggetti necessari, il giocatore dovrà risolvere un puzzle in cui deve ricostruire l'immagine di una figura, cliccando su una serie di pulsanti a video.
To the Moon presenta anche una gestione dell'inventario, ma tutti gli oggetti raccolti dal giocatore verranno utilizzati automaticamente al momento opportuno. Non sono presenti enigmi che comportano l'utilizzo attivo degli oggetti raccolti.
Nel corso del gioco sono presenti brevi sezioni che si discostano dal gameplay principale: in una il giocatore deve esplorare l'area di gioco utilizzando un cavallo, in un'altra può cimentarsi in un minigioco che non influenza lo svolgimento della trama.

## Accoglienza
| Testata                           | Giudizio |
| --------------------------------- | -------- |
| GameRankings (media al 10-1-2015) | 82,59%   |
| Metacritic (media al 10-1-2015)   | 81/100   |
| Eurogamer                         | 9/10     |
| PC World                          | 5/5      |
| GamesRadar                        | 4/5      |
| GameSpot                          | 8/10     |
| RPGFan                            | 90%      |

To the Moon ha ricevuto giudizi e valutazioni positive da parte della critica. L'aggregatore di recensioni Metacritic gli attribuisce il punteggio di 81/100, mentre GameRankings gli assegna il punteggio di 82,59%.
Gli aspetti più lodati del gioco sono stati la trama e la colonna sonora. Il sito specializzato Adventure's Planet gli ha assegnato il voto di 90/100, definendolo "un piccolo capolavoro di narrazione". Multiplayer.it gli ha assegnato 9/10, elogiando sia la componente narrativa che i temi affrontati, mentre Everyeye.it gli ha assegnato 8.5/10 descrivendolo come "una piccola gemma".
To the Moon è stato anche menzionato in liste e classifiche stilate da riviste specializzate. Nel 2015 il sito web GamesRadar lo ha inserito alla posizione 66 nella classifica dei 100 migliori videogiochi di tutti i tempi. È stato inoltre menzionato più volte nelle liste dei videogiochi più commoventi di sempre. Ha anche vinto numerosi premi e riconoscimenti, tra cui Game of the Year e "Miglior trama" dal sito web GameSpot. RPGFan lo ha definito «uno dei giochi con la miglior trama in assoluto».

## Sviluppo

### Traduzioni
Una prima traduzione italiana ufficiale è stata disponibile fino al 2015, periodo in cui è stata sostituita da una seconda traduzione. Le lingue disponibili per il gioco oltre quelle ufficiali sono polacco, brasiliano, portoghese, vietnamita, olandese e turco.

### Colonna sonora
La colonna sonora di To the Moon è stata lodata da diversi critici. Include un brano di Laura Shigihara (Everything's Alright), e il resto delle tracce è stato composto da Kan Gao. La colonna sonora è stata pubblicata il 4 novembre 2014 su Bandcamp, ed è inoltre disponibile per il download su Steam. Include 31 tracce per un totale di 53:05 minuti; alcune delle tracce sono anche presenti su YouTube.

## Sequel
Il 22 agosto 2012 Freebird Games annuncia un secondo episodio della serie To the Moon con un nuovo paziente. Viene inoltre annunciato un preludio per il secondo episodio della serie, con il nome di A Bird Story, che verrà poi reso disponibile dal 5 novembre 2014. Uno screen del finale di A Bird Story rivela che il protagonista del gioco sarà un paziente nel sequel di To the Moon, intitolato Finding Paradise. Il titolo è uscito per la prima volta su Steam il 14 dicembre 2017
Il 31 dicembre 2013 viene pubblicato un minisode di To the Moon scaricabile gratuitamente da Steam e GOG.com. Il secondo minisode viene pubblicato il 18 febbraio 2015. Entrambi sono ambientati negli uffici della Sigmund Corp. durante un party natalizio.
Il 30 settembre 2021, dopo annunci e ritardi, viene pubblicato su Steam un terzo titolo principale della saga, Impostor Factory, in cui per la prima volta i protagonisti non sono Neil ed Eva.